# Circuito
Un circuito eléctrico es una interconexión de componentes eléctricos (como baterías, resistores, inductores, capacitores, interruptores, semiconductores, entre otros) que transportan la corriente eléctrica a través de una trayectoria cerrada.
Un circuito lineal, que consta de fuentes, componentes lineales (resistencias, condensadores, inductores) y elementos de distribución lineales (líneas de transmisión o cables), tiene la propiedad de la superposición lineal. Además, son más fáciles de analizar, usando métodos en el dominio de la frecuencia, como la transformada de Laplace, para determinar su respuesta en corriente continua, en corriente alterna y transitoria. 
Un circuito eléctrico es una red formada por un bucle cerrado, que ofrece una vía de retorno para la corriente. Por lo tanto, todos los circuitos son redes, pero no todas las redes son circuitos (aunque las redes sin bucle cerrado a menudo se denominan "circuitos" de forma imprecisa). Las redes eléctricas lineales, son un tipo especial que consiste sólo en fuentes (tensión o corriente), elementos lineales (resistencias, condensadores, inductores) y elementos lineales distribuidos (líneas de transmisión), tienen la propiedad de que las señales son linealmente superponibles.
Un circuito resistivo es un circuito que contiene solo resistencias, fuentes de voltaje y corriente. El análisis de circuitos resistivos es menos complicado que el análisis de circuitos que contienen capacitores e inductores. Si las fuentes son de corriente continua, se denomina: «circuito de corriente continua». La resistencia efectiva y las propiedades de distribución de corriente de redes de resistencias arbitrarias se pueden modelar en términos de sus medidas gráficas y propiedades geométricas.
Un circuito que tiene componentes electrónicos se denomina circuito electrónico. Generalmente, estas redes son no lineales y requieren diseños y herramientas de análisis mucho más complejos.

## Historia
La historia de la comprensión de los circuitos eléctricos se remonta a los primeros descubrimientos de la electricidad y el magnetismo en los siglos XVII y XVIII. Pioneros como William Gilbert y Benjamin Franklin sentaron las bases de la teoría eléctrica. Los experimentos de Franklin con la electricidad llevaron al desarrollo del concepto de carga eléctrica, y su famoso experimento con la cometa en 1752 demostró la conexión entre el rayo y la energía eléctrica.
A finales del siglo XVIII, Luigi Galvani y Alessandro Volta avanzaron en la comprensión de la electricidad con sus trabajos sobre la bioelectricidad y la invención de la primera batería química, respectivamente. La batería de Volta proporcionó una fuente constante de corriente eléctrica y fue crucial para estudios posteriores sobre circuitos eléctricos.
Ya en el siglo XIX, el campo de la ingeniería eléctrica comenzó a tomar forma con las contribuciones de científicos como André-Marie Ampère, Georg Simon Ohm y Michael Faraday. Ampère formuló las leyes que rigen la relación entre la corriente eléctrica y los campos magnéticos, lo que llevó a la creación de la electrodinámica. El descubrimiento de la Ley de Ohm por parte de Ohm en 1827, que definió la relación entre voltaje, corriente eléctrica y resistencia eléctrica, fue fundamental en el análisis de circuitos. Esta ley permitió a los ingenieros calcular la corriente, el voltaje y la resistencia en circuitos simples.
El trabajo de Faraday sobre electromagnetismo llevó a la comprensión de los campos eléctricos y las corrientes inducidas, allanando el camino para teorías eléctricas más avanzadas. Su descubrimiento de la inducción electromagnética en 1831, por ejemplo, fue crucial para entender cómo los circuitos eléctricos podían usarse para generar corriente.
A finales del siglo XIX y principios del siglo XX, se desarrollaron metodologías de análisis de circuitos más sofisticadas, como las Leyes de Kirchhoff. Las leyes del circuito de Gustav Kirchhoff (la ley de voltaje y la ley de corriente) en la década de 1840 proporcionaron métodos para analizar circuitos más complejos. Con el surgimiento de la ingeniería eléctrica como disciplina formal, matemáticos e ingenieros desarrollaron diversas técnicas, como el análisis de mallas, el análisis nodal y las transformadas de Laplace, para resolver ecuaciones de circuitos.

## Elementos de un circuito

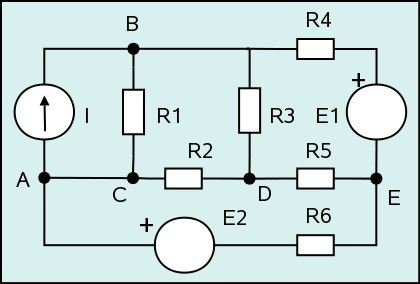
Figura 1: Circuito ejemplo. R pueden ser resistencias o resistores. Las fuentes de alimentación E1 y E2 se representan con un círculo.

- Componente: un dispositivo con dos o más terminales en el que puede fluir interiormente una carga. En la figura 1 se ven 9 componentes entre resistores y fuentes.
- Nodo: punto de un circuito donde concurren más de dos conductores. A,B,C,D,E son nodos.C no se considera un nuevo nodo, porque se puede considerar el mismo nodo que A, ya que entre ellos no existe diferencia de potencial o tener tensión 0 (VA - VC = 0).
- Rama: porción del circuito comprendida entre dos nodos consecutivos. En la figura 1 hay siete ramales: AB por la fuente, BC por R1, AD, AE, BD, BE y DE. Obviamente, por un ramal solo puede circular una corriente.
- Malla: cualquier camino cerrado en un circuito eléctrico.
- Fuente: componente que se encarga de proporcionar energía eléctrica al circuito entero. En el circuito de la figura 1 hay tres fuentes: una de intensidad, I, y dos de tensión, E1 y E2.
- Conductor: es un objeto de material que permite el libre flujo de corriente,-sin resistencia-, haciendo contacto entre dos o más componentes electrónicos.

## Clasificación

### Pasividad
Una red activa contiene al menos una fuente de tensión o fuente de corriente que puede suministrar energía a la red indefinidamente. Una red pasiva no contiene una fuente activa.
Una red activa contiene una o más fuentes de fuerza electromotriz. Ejemplos prácticos de tales fuentes incluyen una batería o un generador. Los elementos activos pueden inyectar potencia al circuito, proporcionar ganancia de potencia y controlar el flujo de corriente dentro del circuito.
Las redes pasivas no contienen fuentes de fuerza electromotriz. Están formadas por elementos pasivos como resistencias y condensadores.

### Por linealidad
Una red es lineal si sus señales obedecen al principio de superposición; en caso contrario, es no lineal.  Las redes pasivas suelen considerarse lineales, pero hay excepciones.  Por ejemplo, un inductor con núcleo de hierro puede entrar en saturación si se conduce con una corriente suficientemente grande.  En esta región, el comportamiento del inductor es muy poco lineal.

### Por grupos
Los componentes pasivos discretos (resistencias, condensadores e inductores) se denominan elementos agrupados porque se supone que toda su resistencia, capacitancia e inductancia se encuentra ("agrupada") en un lugar.  Esta filosofía de diseño se denomina circuito de parámetros concentrados y las redes así diseñadas se denominan circuitos de elementos agrupados.  Este es el enfoque convencional para el diseño de circuitos.  A frecuencias lo suficientemente altas, o para circuitos lo suficientemente largos (como líneas de transmisión de energía), la suposición de los elementos ya no es válida porque hay una fracción significativa de una longitud de onda a través de las dimensiones de los componentes.  Para estos casos es necesario un nuevo modelo de diseño, denominado modelo de elementos distribuidos.  Las redes diseñadas según este modelo se denominan circuitos de elementos distribuidos.
Un circuito de elementos distribuidos que incluye algunos componentes lumped se denomina diseño semi-lumped (Circuito de parámetros concentrados).  Un ejemplo de circuito semi-lumped es el Filtro comb.

### Otra clasificación
Los circuitos eléctricos se pueden clasificar en función de distintos criterios: la señal, el régimen, los componentes o la configuración. Conforme a estos criterios, se pueden distinguir las siguientes clasificaciones:
{\displaystyle {\color {Black}\mathrm {Tipo\;de\;se{\tilde {n}}al} }\quad {\begin{cases}{\mbox{Corriente continua}}\\{\mbox{Corriente alterna}}\end{cases}}}
{\displaystyle {\color {Black}\mathrm {Tipo\;de\;r{\acute {e}}gimen} }\quad {\begin{cases}\mathrm {Corriente\;peri{\acute {o}}dica} \\{\mbox{Corriente transitoria}}\\{\mbox{Permanente}}\end{cases}}}
{\displaystyle {\color {Black}{\mbox{Tipos de componentes}}}\quad {\begin{cases}\mathrm {El{\acute {e}}ctricos} \\\mathrm {Electr{\acute {o}}nicos} \quad {\begin{cases}{\mbox{Digitales}}\\\mathrm {Anal{\acute {o}}gicos} \\{\mbox{Mixtos}}\end{cases}}\end{cases}}}
{\displaystyle {\color {Black}\mathrm {Tipo\;de\;configuraci{\acute {o}}n} }\quad {\begin{cases}{\mbox{Serie}}\\{\mbox{Paralelo}}\\{\mbox{Mixto}}\end{cases}}}

### Clasificación de las fuentes
Las fuentes pueden clasificarse en fuentes independientes y fuentes dependientes.

#### Independientes
Una fuente independiente ideal mantiene la misma tensión o corriente independientemente de los demás elementos presentes en el circuito. Su valor es constante (CC) o sinusoidal (CA). La intensidad de la tensión o de la corriente no se ve modificada por ninguna variación en la red conectada.

#### Dependientes
Las fuentes dependientes dependen de un elemento concreto del circuito para suministrar la potencia o la tensión o la corriente dependiendo del tipo de fuente que sea, es decir, fuente de voltaje o una fuente de corriente cuyo valor depende de un voltaje o corriente en otra parte de la red.

## Leyes fundamentales
Las leyes fundamentales que rigen en cualquier circuito eléctrico son:
- Ley de corriente de Kirchhoff: la suma de las corrientes que entran por un nodo debe ser igual a la suma de las corrientes que salen por ese nodo.
- Ley de tensiones de Kirchhoff: la suma de las tensiones en una malla debe ser cero.
- Ley de Ohm: el flujo de la corriente es directamente proporcional al voltaje, e inversamente proporcional a la resistencia.
- Teorema de Norton: cualquier red lineal que tenga una fuente de tensión o de corriente y al menos una resistencia es equivalente a una fuente ideal de corriente en paralelo con una resistencia.
- Teorema de Thévenin: cualquier red lineal que tenga una fuente de tensión o de corriente y al menos una resistencia es equivalente a una fuente ideal de tensión en serie con una resistencia.
- Teorema de superposición: en una red eléctrica lineal con varias fuentes independientes, la respuesta de una rama determinada cuando todas las fuentes están activas simultáneamente es igual a la suma lineal de las respuestas individuales tomando una fuente independiente a la vez.

Si el circuito contiene componentes no lineales y reactivos, pueden necesitarse otras leyes más complejas. Su aplicación genera un sistema de ecuaciones que puede resolverse ya sea de forma algebraica o numérica.

## Métodos de diseño
Para diseñar cualquier circuito eléctrico, ya sea analógico o digital, los ingenieros eléctricos deben ser capaces de predecir las tensiones y corrientes de todo el circuito. Los circuitos lineales, es decir, circuitos con la misma frecuencia de entrada y salida, pueden analizarse a mano usando la teoría de los números complejos. Otros circuitos solo pueden analizarse con programas informáticos especializados o con técnicas de estimación como el método de linealización.
Los programas informáticos de simulación de circuitos, como SPICE, y lenguajes como VHDL y Verilog, permiten a los ingenieros diseñar circuitos sin el tiempo, gasto y riesgo que tiene el construir un circuito prototipo.
Si el circuito eléctrico tiene componentes no lineales y reactivos, pueden necesitarse otras leyes mucho más complejas. Al aplicar estas leyes o teoremas se producirá un sistema de ecuaciones lineales que puede resolverse manualmente o por computadora u ordenador.

## Software de simulación de redes
Circuitos más complejos pueden ser analizados numéricamente con software como SPICE o Gnucap, o simbólicamente usando software como SapWin.

### Linealización alrededor del punto de funcionamiento
Cuando se enfrenta a un nuevo circuito, el software primero intenta encontrar una solución de  estado estable, es decir, uno donde todos los nodos se ajustan a la ley de corriente de Kirchhoff y los voltajes a través de cada elemento del circuito se ajustan a las ecuaciones de voltaje/corriente que gobiernan ese elemento.
Una vez encontrada la solución de estado estacionario, se conocen los puntos de funcionamiento de cada elemento del circuito.  Para un análisis de pequeña señal, cada elemento no lineal puede ser linealizado alrededor de su punto de operación para obtener la estimación de pequeña señal de los voltajes y corrientes.  Se trata de una aplicación de la Ley de Ohm.  La matriz del circuito lineal resultante puede resolverse con eliminación gaussiana.

### Aproximación lineal a trozos
Software como la interfaz PLECS para Simulink utiliza la aproximación Piecewise linear function de las ecuaciones que gobiernan los elementos de un circuito. En matemáticas y estadística, una función lineal por partes, PL o segmentada (piecewise linear function) es una función de valor real de una variable real, cuya gráfica se compone exclusivamente de segmentos de línea recta. El circuito se trata como una red completamente lineal de diodos ideales.  Cada vez que un diodo pasa de encendido a apagado o viceversa, cambia la configuración de la red lineal.  Añadir más detalles a la aproximación de las ecuaciones aumenta la precisión de la simulación, pero también su tiempo de ejecución.